# Обиршія-де-Кимп (комуна)
Обиршія-де-Кимп (рум. Obârșia de Câmp) — комуна у повіті Мехедінць в Румунії. До складу комуни входять такі села (дані про населення за 2002 рік):
- Ізімша (1238 осіб)
- Обиршія-де-Кимп (972 особи)

Комуна розташована на відстані 249 км на захід від Бухареста, 57 км на південний схід від Дробета-Турну-Северина, 68 км на захід від Крайови.

## Населення
За даними перепису населення 2002 року у комуні проживали 2210 осіб, усі — румуни. Усі жителі комуни рідною мовою назвали румунську.
Склад населення комуни за віросповіданням:
| Релігія       | Кількість осіб | Відсоток |
| ------------- | -------------- | -------- |
| православні   | 2208           | 99,9%    |
| римо-католики | 1              | < 0,1%   |
| реформати     | 1              | < 0,1%   |